# ميخائيل روزنبرغ
ميخائيل روزنبرغ (بالإنجليزية: Michael Rosenberg)‏ هو لاعب الجسر ‏ أمريكي، ولد في 7 مارس 1954 في نيويورك في الولايات المتحدة.